# Rhipidomys emiliae
Rhipidomys emiliae (J. A. Allen, 1916) è un roditore della famiglia dei Cricetidi endemico del Brasile.

## Descrizione

### Dimensioni
Roditore di medie dimensioni, con la lunghezza della testa e del corpo tra 116 e 156 mm, la lunghezza della coda tra 143 e 175 mm, la lunghezza del piede tra 26 e 31 mm, la lunghezza delle orecchie tra 18 e 22 mm e un peso fino a 87 g.

### Aspetto
Le parti dorsali variano dal bruno-grigiastro al bruno-arancione brillante, mentre le parti ventrali sono bianche o color crema. Le orecchie sono grandi, marroni e prive di peli, in alcuni esemplari è presente una macchia chiara alla loro base posteriore. I piedi sono corti, larghi, con le dita relativamente più lunghe e con una chiazza scura sul dorso che si estende fino alla base delle dita. La coda è più lunga della testa e del corpo, è uniformemente marrone e termina con un ciuffo di lunghi peli. Il cariotipo è 2n=44 FN=52.

## Biologia

### Comportamento
È una specie arboricola.

### Alimentazione
Si nutre di semi.

## Distribuzione e habitat
Questa specie è diffusa nel bacino amazzonico del Brasile orientale, negli stati di Maranhão, Mato Grosso, Pará, Tocantins e Goiás.
Vive nelle foreste secche e in quelle a galleria del Cerrado, in piantagioni e anche nei villaggi.

## Conservazione
La IUCN Red List, considerato il vasto areale e la popolazione presumibilmente numerosa , classifica R.emiliae come specie a rischio minimo (Least Concern).